# 張守中 (嘉靖壬戌進士)
張守中（1527年—？），字叔原，號裕斋，直隸揚州府高郵州人，民籍，明朝政治人物。

## 生平
嘉靖三十四年（1555年）乙卯科應天府鄉試第九十七名舉人。嘉靖四十一年（1562年）中式壬戌科會試第一百二十六名，三甲第一百七十六名進士。授工部主事，奉命修建京师重城，再修京倉，督工明永陵，賜金币。升虞衡司员外郎、郎中，分署遵化鐵冶，隆慶五年（1571年）正月升浙江按察司副使，整饬温处台兵备，萬曆二年（1574年）四月调任贵州。

## 家族
曾祖張俊；祖父張昇；父張綖，舉人、光州知州。母王氏；繼母吳氏。慈侍下。兄张铨、张钧、堂兄張膽（监察御史）。弟守謙、守正、守復、守泰、同甫。